# Maikel Moreno
 (août 2018).
Le contenu est difficilement compréhensible vu les erreurs de traduction, qui sont peut-être dues à l'utilisation d'un logiciel de traduction automatique.
Maikel José Moreno Pérez, né le 12 décembre 1965 à El Tigre, est un avocat et juge vénézuélien.
Il est président du Tribunal suprême de justice depuis 2017.

## Biographie

### Jeunesse et formation
Maikel Moreno a été fonctionnaire de la DISIP (aujourd'hui SEBIN). En 1987, il est accusé pour un meurtre à Ciudad Bolivar, puis est libéré deux ans plus tard. En 1989, il sert à nouveau comme officier de seconde[Quoi ?] pour la DISIP en accomplissant, entre autres, la fonction d'escorte du président Carlos Andrés Pérez pendant son deuxième mandat. Cette même année, selon le dossier 552 755, Moreno est reconnu coupable de l'assassinat de Rubén Gil Márquez à Caracas. En 1990, il est à nouveau libéré, en obtenant une charge comme secrétaire d'un juge dans la ville de Caracas, sans revenir à la DISIP,,.
Il entre à l'Université Santa Maria en 1995 malgré son passé criminel. Il devient consultant et conseiller légal de Aeropostal Ailes du Venezuela entre 1997 et 2000, du Conseil national électoral (CNE) en 2000 et de la police de Sucre en 2001. Il occupe aussi le poste de conseiller ad honorem de la sub commission permanente de drogues[Quoi ?] de l'Assemblée nationale entre 2001 et 2002 et devient juge suppléant spécial de première instance du circuit judiciaire pénal de l'état de Delta Amacuro. Maikel Moreno devient par la suite professeur à l'Institut Universitaire de Technologie Industrielle Rodolfo Loero Arismendi de 2001 jusqu'à 2004 et à l'Université Santa María depuis 2005.
Pendant son exercice en tant que juge de première instance et comme juge à la cour d'appellations du circuit judiciaire pénal de la zone métropolitaine de Caracas entre 2002 et 2005, il livre un mandat d'arrêt contre Iván Simonovis et autorise son arrestation par une fusillade à Caracas le 11 avril 2002 ; il est accusé par la défense de Simonovis devant la Cour suprême de Justice d'inventer les actes et documents du procès. Il a ensuite assumé la défense du conseiller municipal Richard Peñalver.
En 2007, il a été destitué comme juge par la commission de redéploiement judiciaire. Entre 2007 et 2008, il a été conseiller de l'ambassade du Venezuela en Italie et entre 2008 et 2010 a exercé la même charge, et celle de chargé d'affaires, à Trinité-et-Tobago. Il suit un doctorat en droit constitutionnel à l'Université Santa María jusqu'à 2014.

## Magistrat à la Cour suprême
Le 28 décembre 2014, Moreno a été nommé comme magistrat de la cour de cassation pénale de la Cour suprême de Justice par l'Assemblée nationale, en ratifiant la sentence contre Leopoldo López pendant son exercice. Il a aussi été premier vice-président de la Cour suprême et président de la cour de cassation pénale par la salle pleine en 2015. il exerce présentement la présidence de la Cour suprême.
Le 13 juin 2017 l'Assemblée nationale présente au Comité des Postulacions, présidé par le député Carlos Berrizbeitia, l'élection de treize nouveaux magistrats du TSJ. Cependant, la présidence et Maikel Moreno rejettent ces nominations ; en date du 24 juillet suivant, trois magistrats avaient été arrêtés et 30 se trouvaient en exil,. Le 13 octobre 2017 le groupe de magistrats exilés s'installent au siège de l'Organisation d'États Américains à Washington D.C, formant un nouveau TSJ à l'exil et en désignant à Miguel Ángel Martín comme président.
Le 19 mai 2017, le Département du Trésor des États-Unis a sanctionné à Maikel Moreno, joints aux sept membres de la Cour constitutionnelle, pour usurpation des fonctions de l'Assemblée nationale et à la permission au président Nicolás Maduro de gouverner par décrets. Ces sanctions ont été la congélation[Quoi ?] de tous les biens que les sanctionnés pouvaient avoir aux États-Unis, l'interdiction pour des citoyens et des institutions américaines de réaliser n'importe quel type de transaction avec eux et l'interdiction d'entrée au pays.
Le 18 janvier 2018, Moreno est sanctionné aussi par l'Union européenne joint à six autres fonctionnaires de l'État vénézuélien, accusé de rupture de l'ordre constitutionnel,. Le 28 mars, le Conseil Fédéral de la Suisse a implémenté des sanctions contre le Venezuela, en gelant les fonds de sept ministres et grands fonctionnaires « pour cause des violations aux droits humains et à la rupture de l'État de droit et des institutions démocratiques », en leur interdisant l'entrée au pays et en suivant les mesures imposées par l'Union européenne. Parmi ces fonctionnaires se trouve Maikel Moreno qui « par actif, a facilité et soutenu les actions et politiques du Gouvernement qui ont aboli la démocratie et la loi et l'ordre en Venezuela, et, responsable par ses actions, ont usurpé l'autorité de l'Assemblée nationale ».
Le 26 mars 2020, il est inculpé aux États-Unis (avec le Président de la République Nicolás Maduro) de « narco-terrorisme »[réf. souhaitée].